# RNA eterogeneo nucleare
L'hnRNA (RNA eterogeneo nucleare) è un gruppo di molecole di cui fanno parte il pre-mRNA e altri trascritti non destinati a divenire mRNA citoplasmatico. Nonostante questa distinzione l'hnRNA è spesso usato come sinonimo di pre-mRNA.
L'hnRNA può essere complessato da proteine formando l'hnRNP (particelle ribonucleoproteiche nucleari eterogenee).